# Juan María Medina Ayllón
Juan María Medina Ayllón   (Villanueva de la Reina, 17 d'agost de 1943 - Barcelona, 4 d'abril de 2022) va ser un escultor andalús que es va instal·lar a Catalunya.

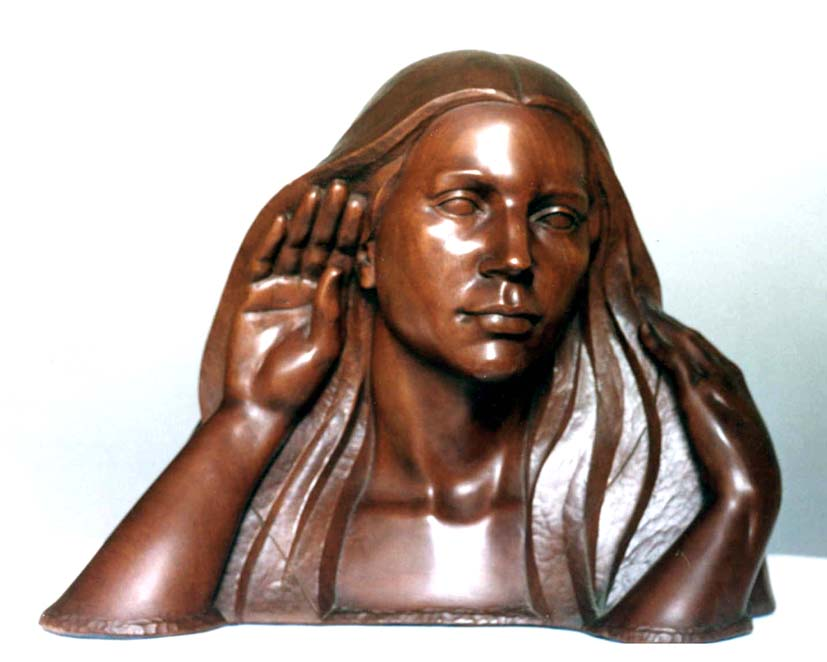
Sensibilitat de Medina Ayllón

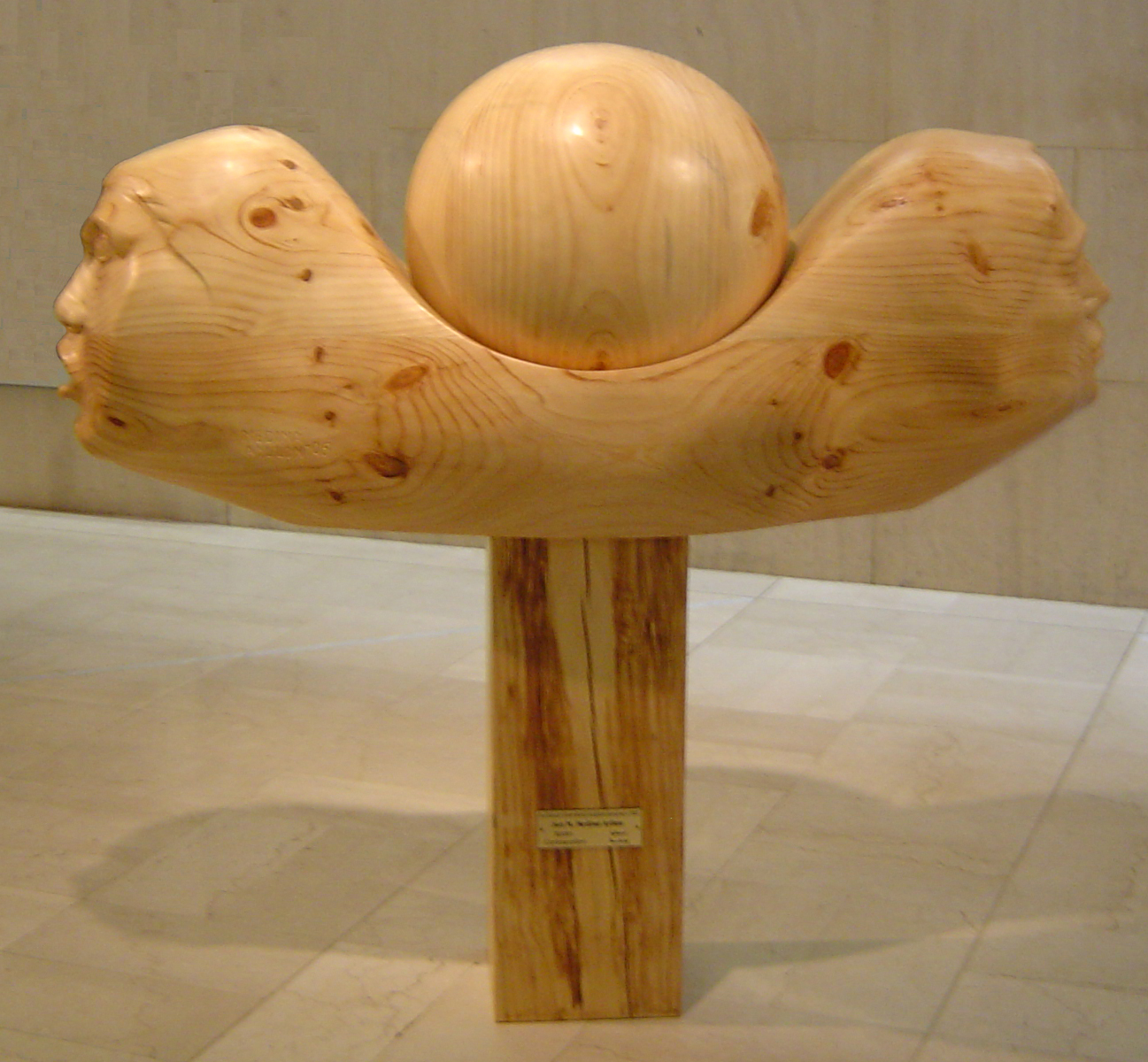
Contraposició a Bahrain

L'any 1962 es va establir a Barcelona on va estudiar a l'escola de la Llotja i es va llicenciar a la facultat de Belles Arts de Sant Jordi de la Universitat de Barcelona. Des de 1987 és professor de Talla de Fusta al departament d'escultura de l'escola Llotja.
Ha realitzat exposicions a diversos països europeus i americans, així com encàrrecs com el Crist Ressuscitat per a l'església de Sant Pacià a Sant Andreu de Palomar, monument a Bonmatí (Girona) al fundador de la vila, la reintegració de dues corones gòtiques per al Saló del Consell de Cent de la Casa de la Ciutat de Barcelona, els models dels àngels-llum per a l'Alte Oper (Antiga òpera) de Frankfurt del Main i un Crist jacent per a l'ajuntament de Villanueva de la Reina (Jaén).
És l'autor d'un llibre sobre talla de fusta, de caràcter didàctic, en el qual a més d'un complet nombre d'exercicis per a progressar dins el camp de la talla s'explica la novetat del mètode Medina per a ampliació per punts d'una escultura.
L'any 2008 rep el Diploma de Mestre Artesà en l'especialitat d'escultor atorgat per la Generalitat de Catalunya.

## Obres
Obres seves es troben a diversos Museus:
- La Primavera. Museu de Belles Arts. Asunción (Paraguai)
- Eva. Museu d'Escultura de Kemijärvi (Finlàndia)
- Contraposició. Museu Nacional de Bahrain Bahrain[1]
- Primavera. Ajuntament de Bardonecchia. Torí. (Itàlia)
- El Rapte d'Europa. Ajuntament de Sennori.Sardenya
- Venus Europea. Ajuntament de Salou (Tarragona)
- Quatre elements. Jardí públic. St.Blasien (Alemanya)
- L'Atleta. Parque Los Barrancos. Alloza (Terol)[3]

## Premis
- 1980 Premi Costa Brava de Palamós (Girona)
- 1982 Premi Torre de Plata a Martorell (Barcelona)
- 1987 Primer Premi d'Escultura en Fusta a Bardonecchia (Itàlia)
- 1991 Premi del Públic i dels Escultors a la I Trienal Internacional de Resistència (Argentina)[4]
- 1992 Medalla Josep Llimona de Barcelona
- 1994 Premi dels Escultors. Asunción (Paraguai)
- 1995 Premi del Públic a St. Blasien (Alemanya)
- 2001 Premi Margarita Sans del Cercle Artístic de Sant Lluc. Barcelona
- 2005 Medalla Josep Llimona. Barcelona
- 2010 Premi extraordinari al «Primer Encuentro de Talla madera en Ripollet» (Barcelona)
- 2011 Invitat d'Honor al XVII Saló Internacional d'Art d'Argelers (França)[5]